# Chanticleer

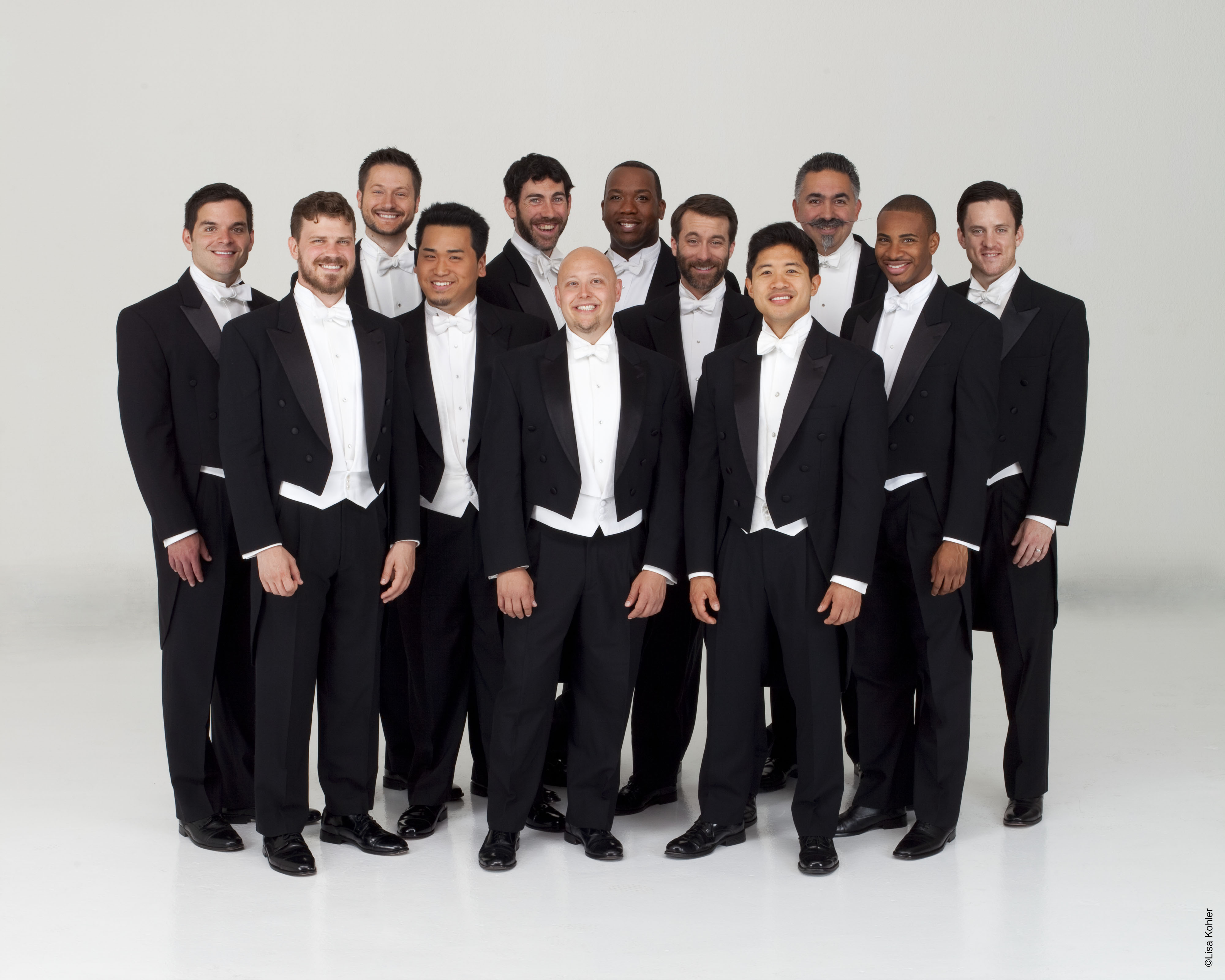
Chanticleer (2014)

Chanticleer ist ein professionelles klassisches Vokalensemble aus San Francisco.
Das nur aus Männern bestehende Ensemble ist besonders für seine Darbietungen von A-cappella-Musik der Renaissance und des Früh-Barock bekannt, führt aber regelmäßig auch ein weites Repertoire an Jazz, Gospel und anderer moderner und Neuer Musik auf. Die Gruppe ist bekannt als ein „Orchestra of Voices“ („Orchester aus Stimmen“). Benannt ist Chanticleer nach dem singenden Hahn in Geoffrey Chaucers Canterbury Tales.
Der Chor wurde  1978 durch den Tenor Louis Botto gegründet, der bis 1989 auch selbst darin sang und dem Ensemble bis zu seinem Tode 1997 als künstlerischer Leiter (Artistic Director) vorstand. Botto fiel auf, dass die Renaissancemusik, die er als Musikwissenschaftler untersuchte, kaum aufgeführt wurde; er gründete deshalb den Chor, um diese Musik mit einem reinen Männerensemble authentisch aufführen zu können.
Zunächst bestand die Gruppe aus zehn Sängern, später variierte die Besetzung zwischen acht und zwölf Mitgliedern. Zurzeit besteht Chanticleer aus zwölf Männern, darunter zwei Bässen, einem Bariton, drei Tenören und sechs Countertenören (drei in der Alt- und drei in der Sopran-Lage).
Im Jahr 2000 gewann Chanticleer unter Joseph Jennings einen Grammy Award als Best Small Ensemble Performance für Colors of Love — Works of Thomas, Stucky, Tavener and Rands; 2003 wiederholten sie diesen Erfolg mit Tavener: Lamentations And Praises gemeinsam mit der Handel & Haydn Society of Boston.
Chanticleer hat das Ave Maria von Franz Biebl in den USA weithin bekannt gemacht.
Bis Oktober 2007 wurden von Chanticleer 29 CDs veröffentlicht, zuletzt ein Album mit Weihnachtsmusik (Let it Snow). Auf dieser CD wird das Ensemble bei einigen Stücken erstmals mit Orchester bzw. einer Big Band begleitet.
Im November 2007, in der Saison ihres 30-jährigen Bestehens, wurde Chanticleer als Musical America's 2008 Ensemble of the year ausgezeichnet – das erste Mal, dass ein Vokalensemble diesen Preis erhielt.

## Derzeitige Zusammensetzung
- Gerrod Pagenkopf (Sopran), seit 2016
- Kory Reid (Sopran; Assistant Music Director)
- Logan Shields (Sopran), seit 2016
- Cortez Mitchell (Alt), seit 2007
- Alan Reinhardt (Alt), seit 2006
- Adam Ward (Alt)
- Andrew Van Allsburg (Tenor), seit 2016
- Brian Hinman (Tenor; Road Manager), seit 2006
- Chris Albanese (Tenor), seit 2016
- Matthew Knickman (Bariton), seit 2011
- Marques Jerrell Ruff (Bassbariton), seit 2013
- Eric Alatorre (Bass), seit 1990

Stand: August 2016